# Peñarrubia (Cantabria)
Peñarrubia è un comune spagnolo di 317 abitanti situato nella comunità autonoma della Cantabria. È uno dei comuni dell'area della gola della Hermida.